# Aleph (cardinalità)

Aleph-zero, il più piccolo numero transfinito

Aleph ({\displaystyle \aleph }) è il simbolo usato in matematica per indicare la cardinalità del numerabile. Esso è derivato dalla lettera dell'alfabeto ebraico aleph ({\displaystyle \aleph }).
Un insieme infinito ha cardinalità aleph-zero se esiste una biiezione che lo mette in relazione biunivoca con l'insieme {\displaystyle \mathbb {N} } dei numeri naturali.
Di tale insieme si dice anche che "ha la potenza del numerabile".
Numeri come {\displaystyle \aleph _{0}}, {\displaystyle \aleph _{1}} e via dicendo sono chiamati, in matematica, numeri transfiniti.
Si dimostra che aleph-zero è il più piccolo numero transfinito. In termini impropri, ciò equivale a dire che un qualunque insieme infinito non può contenere un numero di elementi inferiore ad aleph-zero: un altro modo di vedere la cosa è affermare che un qualunque insieme infinito ha un sottoinsieme che può essere numerato.

## Esempi
Hanno cardinalità aleph-zero: {\displaystyle \mathbb {N} ,\mathbb {Z} ,\mathbb {Q} } ma non {\displaystyle \mathbb {R} } che invece ha la potenza del continuo.